# Pterodoras granulosus
Pterodoras granulosus és una espècie de peix de la família dels doràdids i de l'ordre dels siluriformes.

## Morfologia
- Els mascles poden assolir 70 cm de longitud total[5] i 6.500 g de pes.[6][7]

## Alimentació
Menja principalment els fruits d'Astrocaryum javary.

## Hàbitat
És un peix d'aigua dolça i de clima subtropical (20 °C-24 °C).

## Distribució geogràfica
Es troba a Sud-amèrica: conques dels rius Amazones i Paranà, i conques fluvials costaneres de la Guaiana i Surinam.